# ブイヤベース (小惑星)
ブイヤベース (8523 Bouillabaisse) は小惑星帯に位置する小惑星。ベルギーの天文学者エリック・ヴァルター・エルストがフランス、アルプ＝マリティーム県コーソルのCERGAで発見した。
フランスの地中海側の地方の代表的な海鮮スープ料理、ブイヤベースに因んで命名された。